# Texas Rangers
Los Texas Rangers (en español, Vigilantes de Texas) son un equipo profesional de béisbol de los Estados Unidos con sede en el Dallas-Fort Worth metroplex, Texas. Compiten en la División Oeste de la Liga Americana (AL) de las Grandes Ligas de Béisbol (MLB) y disputan sus partidos como locales en el Globe Life Field, ubicado la ciudad texana de Arlington.
El equipo fue fundado en 1961 en Washington D. C. con el nombre de Washington Senators (no confundir con la franquicia que hasta 1960 jugó con la misma denominación en dicha ciudad y que ahora es conocida como los Minnesota Twins). Después de la temporada de 1971 los Senators se mudaron a Arlington y se convirtieron en los Rangers.
Desde 1961 hasta la finalización de la temporada 2020, el récord histórico de victorias y derrotas de los Rangers en la temporada regular es de 4.522 a 4.950 (.477).

## Historia

### 1961-1971: Washington Senators
Cuando los originales Senadores de Washington se mudaron a Minnesota en 1960, como los Mellizos, la Liga Americana de Béisbol decidió expandirse al año siguiente evitando la pérdida de este equipo. En el invierno de ese año, apareció un nuevo equipo de béisbol: Los Angelinos y un nuevo equipo para la capital de la nación. Este nuevo equipo, adoptó el antiguo nombre de Senadores, pero son (y fue considerado) un equipo de expansión, dado que el equipo de los Mellizos retuvo los récords y la historia de los viejos Senadores. Los nuevos Senadores y los Angelinos iniciaron sus rósters con jugadores de la Liga Americana en un draft de expansión. El equipo jugó en la temporada de 1961 en el viejo Griffith Stadium antes de mudarse al Estadio del Distrito de Columbia (ahora conocido como Robert F. Kennedy Memorial Stadium).
Hubo cambios de dueños en varias ocasiones durante la permanencia de la franquicia en Washington y fue acompañada de pobres decisiones en su planeación de trabajo. El dueño Elwood Richard Quesada estaba maravillado porque creía pagar a sus jugadores creyendo que eran los mejores. El más tarde perdería 10 años en el D.C. Stadium para cambiarse, pero regresó con los Senadores. En 1963, Quesada vendió su parte del club y se retiró. El constructor James Johnston y James Lemon compraron el equipo brevemente, sufriendo pérdidas financieras importantes. Johnson falleció en 1967 y Lemon vendió el club un año después, a un ejecutivo hotelero Bob Short, quién pertenecía al grupo encabezado por Bob Hope. Short se nombró mánager general y contrató al miembro del Salón de la Fama: Ted Williams como mánager. Williams nunca había sido entrenador o mánager en ningún nivel del béisbol. Él creía ser la luz en la oscuridad para mejorar una vez más a los moribundos senadores. Williams dirigió al equipo por muchas temporadas. Su récord de 86-76 puede ser la única temporada ganadora en Washington.
Short estuvo involucrado en un suceso el cual fue breve, cuando se utilizó más de 9.4 millones de dólares para pagar la nómina del equipo. Como mánager general de los Senadores, fue cuestionado a explicar esta situación y la necesidad de obtención de créditos. Como resultado, el equipo rápidamente regresó a su posición en la Liga Americana. Los fanáticos guardaron distancia de los Senadores, mientras los Orioles de Baltimore a 45 millas de distancia (72 km) hacia el noroeste, ganaban cuatro campeonatos de la Liga Americana y dos Series Mundiales de 1966 a la temporada de 1971. Pero al fin de la temporada de 1970, Short emitió un ultimátum: ofertó vender a los Senadores por 12 millones de dólares (en comparación a la venta de los Yankees de Nueva York por 8.8 millones de dólares en 1973). Ya no hubo renovación del contrato con el estadio y el equipo quedó en el ostracismo. Cuando la temporada finalizó, Short ofreció comprar al mejor pitcher abridor zurdo, a los Tigres de Detroit: el ganador de 30 juegos Denny McLain, quién en la temporada 1970 había sido suspendido por problemas de apuestas. Pero ya había vientos de cambio en los Senadores en relación con el traslado a otra sede, dado que Shelby Whitfield directivo de Detroit, daría el voto de los Tigres a favor de que los Senadores cambiaran de ciudad, eventualmente a Texas, conocido por Detroit tras bambalinas. Mientras tanto Denny McLain fue un monumental fiasco, perdiendo 22 juegos durante la temporada.
Short fue muy receptivo con el alcalde de Arlington, Texas, Tom Vandergriff, quien había tratado de obtener un equipo de Ligas Mayores para jugar en el Metroplex por una década. Años antes, Charles O' Finley, el dueño de los Atléticos de Kansas City, trató de llevar al equipo de béisbol a jugar en Dallas, Texas, pero la idea fue rechazada finalmente por los otros dueños de equipos de la Liga Americana.

### 1972-1984: Traslado y primeros años en Texas
Después que Vandergriff ofreció un pago multimillonario de dólares, Short decidió hacer la mudanza a Arlington. El 21 de septiembre de 1971, por votación de 10 a 2 (Jerold Hoffgerger de los Orioles y John Allyn de los Medias Blancas de Chicago se abstuvieron) y los dueños de los equipos de la Liga Americana aceptaron el cambio de la franquicia a Arlington, Texas para la temporada de 1972.
Durante el fin de la temporada de 1971, se hicieron modificaciones al Turnpike Stadium, dado que sería reinaugurado como Arlington Stadium para la temporada de 1972. Los nuevos dueños anunciaron que la franquicia sería llamada los Rangers de Texas. El equipo jugó su primer partido el 15 de abril de 1972 perdiendo 1-0 contra los Angeles de California. Al día siguiente, los Rangers ganaron a los Angeles 5-1 siendo la primera victoria para el club. Después de esta temporada, Ted Williams se retiró como mánager. El no estaba conforme con el cambio de franquicia a esta nueva ciudad. Whitey Herzog "The White Rat" (La rata blanca), fue nombrado nuevo mánager, pero fue sustituido por Billy Martin, al final de la temporada de 1973.
En 1974, los Rangers iniciaron como un equipo. Finalizaron la segunda temporada en la Liga Americana con récord de 84-76 abajo del eventual campeón de la Serie Mundial de ese año, los Atléticos de Oakland. En 1974, los Rangers fue el único equipo de las Ligas Mayores que finalizó arriba de .500 después de dos temporadas consecutivas con 100 juegos perdidos. Mike Hargrove fue nombrado por la Liga Americana, Novato del año y Billy Martin, nombrado el mánager del año. Jeff Burroughs ganó el MVP (Jugador más valioso) en la Liga Americana y Ferguson Jenkins fue nombrado el jugador regreso del año después de ganar 25 juegos, récord del club que permanece aún en el momento actual. Por lo tanto, después de 44-51 iniciando el año 1975, Martin fue despedido como mánager de los Rangers por Frank Lucchesi.
Después de excelentes campañas entre 1977 y 1979, los Rangers estuvieron cerca de llegar al primer playoff en la primera mitad de 1981. Pero cuando Texas perdió su último juego antes de que los jugadores fueron a la huelga, los Atléticos de Oakland ganaron la División Oeste de la Liga Americana en su primera mitad, por medio juego de ventaja. Después de 1981, los Rangers no tendrían récord ganador en postemporada por otras cinco temporadas. Durante este período, los Rangers dejaron una de las huellas más impopulares, cuando vendieron al múltiple ganador del guante de oro como cácher y favorito de los fanáticos Jim Sundberg, a los Cerveceros de Milwaukee por el futuro mánager cervecero Ned Yost.
Los Rangers dieron la cara en la atención a un problema por pocos años cuando se mudó el equipo a Texas, en parte debido a la inconsistencia del equipo y en parte al calor sofocante y a la humedad que era muy intensa en la región, sobre todo en el verano. Hasta que los Marlines de Florida en 1993 llegaron a las Ligas Mayores, el Arlington Stadium, fue un frecuente estadio huésped muy caluroso en las Mayores, dado que las temperaturas llegaban frecuentemente a los 100 grados Fahrenheit (38 °C aprox) sobre todo en los meses de verano. Aparte de ello, los Rangers iniciaban jugando muchos fines de semana entre mayo y septiembre por las noches, una tradición que continúa hasta hoy. Sus juegos de domingo por la noche, son transmitidos usualmente por ESPN.

### 1985-1994: Valentine, Ryan y Bush
Bobby Valentine, es el más longevo mánager de los Rangers con 1186 juegos dirigidos, el cual mostró un espléndido talento a fines de la década de 1980's y principios de 1990's. Una temporada ganadora en 1986 fue el estado de shock que hizo que la fanaticada de los Rangers permaneciera y apoyaran al equipo en la temporada de la Liga Americana. Con un club consistente y con muchos jóvenes estelares como Rubén Sierra, Pete Incaviglia, Mitch Williams, Bobby Witt y Edwin Correa, los Rangers finalizaron la temporada en la segunda posición con un récord de 87-75, solo cinco juegos por debajo del campeón de la división los Angeles de California. Esta temporada marcó 25 ganados más que la temporada de 1985, la cual resultó en último lugar al finalizar la temporada de la división Oeste. La firma del pitcher estrella de 41 años, Nolan Ryan "El Expresso de Refugio, Texas", previa a la temporada de 1989, cuando llegó a los cinco mil struckouts, 300 juegos ganados y lanzó su sexto y séptimo juego sin hit ni carrera con los Rangers, acoplados con bateadores de poder como Juan "Igor" González, Rubén Sierra, Julio Franco y Rafael Palmeiro y un personal de pitcheo que también incluía a Charlie Hough, Bobby Witt, Kevin Brown y Kenny Rogers, que crearon alta expectación a la fanaticada de los Rangers al iniciarse la temporada. Con estos jugadores, el equipo finalizó en segundo lugar y Valentine fue despedido de su puesto durante la temporada de 1992.
En abril de 1989, el dueño de los Rangers el magnate petróleo Eddie Chiles, vendió el equipo a un grupo encabezado por George W. Bush, hijo del Presidente de los Estados Unidos, George H. W. Bush. Antes que Chiles planeara la venta del equipo, Bush encabezó un grupo de inversionistas que ofrecieron 89 millones de dólares. Con una participación en el equipo muy pequeña del 1%, fue nombrado Mánager General del grupo nuevo de dueños. El incrementó su influencia el siguiente año.
Durante este tenor, los Rangers y la Ciudad de Arlington, decidieron reemplazar el Arlington Stadium con un nuevo estadio, con un costo de 193 millones de dólares, financiados por los residentes de Arlington, mediante el incremento en los impuestos. Esto fue destrozado el 30 de octubre de 1991, cuando se inició The Ballpark en Arlington (ahora nombrado Globe Life Park en Arlington). La ciudad a través del Arlington Sprts Facilities Development Authority, también en forma controversial, autorizó la construcción de 13 acres (53,000 m²) de tierras para el dominio del futuro desarrollo de los Rangers. Estas tierras fueron adquiridas y finalmente se ganó con la venta, 22.2 millones de dólares los cuales los Rangers pagaron.
Bush dejó su puesto con los Rangers, cuando él fue elegido Gobernador de Texas en 1994. Pero Bush no se alejó como uno de los miembros dueños del equipo. Él siguió siendo un fan del equipo hasta hoy y regularmente asiste cuando el equipo juega en casa.
En 1993, Kevin Kennedy tomó el cargo de mánager, dirigiendo el equipo por dos temporadas, llevando a los Rangers en ese año, a la caza para el playoff a mediados de septiembre. Kennedy dejó el equipo en 1994, cuando el equipo fue líder del Oeste de la Liga Americana, previa a la huelga de los peloteros en ese año. La huelga terminó en forma prematura cuando los Rangers estaban en el primer lugar para la serie del campeonato, cuando el comisionado Bud Selig, canceló el resto de la temporada y los play-offs. Como recuerdo final de esa temporada de 1994, Kenny Rogrs pitcheo el juego perfecto número 12 en la historia de las Ligas Mayores, el 28 de julio de 1994.

### 1995-2000: Primeros títulos divisionales
El año de 1995 vio el inicio de la promesa de los Rangers. Con un nuevo parque de pelota y siendo huésped de su primer juego de Estrellas en ese año, Johnny Oates fue nombrado mánager de los Ranters. Oates y compañía, rápidametne ayudaron a ganar en casa en 1996 la Serie de Campeonato de la División Oeste de la Liga Americana, el quinto campeonato divisional en la historia de la franquicia. La primera serie de Playoffs, 24 años después que la franquicia llegó a Texas, vio a los Rangers perder ante los Yankees de Nueva York, 3 juegos a uno. Oates fue nombrado el mánager del año de la Liga Americana y Juan "Igor" González fue nombrado el jugador más valioso de la Liga Americana. El equipo tenía un bateo importante y con mucho poder, formado por Iván Rodríguez, Will Clark, Mark McLemore, Dean Palmer, Rusty Greer, Juan González y Mickey Tettleton, pero amalgamados por el personal de pitcheo, un estereotipo común de los Rangers, tenido a Rick helling y Aaron Sele en su roster. Oates llevó al equipo a series de campeonato consecutivas en las temporadas 1998 y 1999. Nunca Oates pudo ganar un juego en los dos últimos playoffs, ya que perdieron 6 juegos en las manos de los Yankees de Nueva York, un equipo que ganó tres Series Campeonatos de la Serie Mundial en la década de los 90's, eliminando a los Rangers en la primera ronda. En 1999 el equipo tuvo su último playoff en esa década y los Rangers regresaron a los puestos de vanguardia al inicio del milenio. En ruta hacia el segundo lugar como finalista, Oates firmó su posición con 28 juegos en la temporada 2001. Los Rangers finalizaron la década con récord de 1-9, sin haber ganado un juego en casa.
En 1998, el multimilmillonario Tom Hicks ofreció comprar el equipo en 250 millones de dólares. Hicks también ofreció pagar 22.2 millones de dólares como garantía en relación con 1991 en el litigio concernient en el Ballpark de Arlington.

### 2001-2004: La llegada de Alex Rodríguez
Antes del inicio de la temporada 2001, el agente libre Alex Rodríguez, fue firmado por los Rangers en el contrato más lucrativo en la historia del béisbol: 10 años y 252 millones de dólares. El cambio fue controversial y frecuentemente satanizado por fanáticos y periodistas quienes a través del dueño Tom Hicks, daban mucho énfasis en un solo jugador en lugar de utilizar recursos para reforzar al equipo y comprar varios jugadores, especialmente con un equipo que carecía de talento en el pitcheo. Los oficiales del club, mencionaron que Rodríguez podría ser la punta de lanza de futuras contrataciones de este tipo. Y ya con Rodríguez en el lineup, los Rangers continuaron con el mánager Jerry Narron, el cual dejó al equipo en la temporada 2002. Él fue reemplazado por Buck Showalter.
La temporada 2003, significó la cuarta temporada de finalista y después de una postemporada fallada, entre Rodríguez y el manejo del club, fue elegido el jugador más valioso de la Liga Americana y nuevamente apuntando hacia el capitán de los Rangers, fue cambiado a los Yankees de Nueva York por el segunda base Alfonso Soriano y el prospecto de infielder Joaquín Arias.
En la primavera del 2009, Rodríguez admitió haber consumido estimulantes durante el tiempo en que estuvo con los Rangers. Durante las investigaciones dentro del PED utilizadas en el inicio de la década, varios otros jugadores de los Rangers, fueron criticados por el posible uso de este tipo de sustancias prohibidas. Estos incluyeron al notable jonronero de los 90's como el cubano José Canseco, Juan "Igor" González y Rafael Palmeiro. Estos tres últimos están fuera del béisbol de Grandes Ligas, dado que posterior a las suspensiones, no fueron ya contratados.
Previa a la temporada 2004, una pequeña esperanza ayudó a que los Rangers mejoraran sus caminos perdidos. Por lo tanto, los Rangers batallaron con Los Angeles Angels de Anaheim y contra los Atléticos de Oakland, por el primer liga en la división Oeste de la Liga Americana en esta temporada. Mark Texeira, Alfonso Soriano, Michael Young y Hank Blalock, llegaron a ser los mejores bateadores infielders de la Liga. Con Young, Blalock y Soriano, fueron nombrados al Juego de Estrellas del 2004. Soriano fue nominado el jugador más valioso de la Liga Americana después de estar 2 de tres dio un jonrón para tres carreras. Más tarde en septiembre, los Atléticos de Oakland visitaron Arlington para una serie de 3 juegos. Después de tomar el primero de dos juegos de la serie, los Rangers remontaron 4-2 en el cierre del noveno. Una herida a cuentagotas para los cuatro juegos coantra los Atléticos. Un jonrón de Hank Blalock y un espectacular doble play por David Dellucci (conocido por los fanáticos como "Delluci Doble"), dio el triunfo a los Rangers 5-4, uno de los más memorables en la historia del club. Esto originó que los Rangers ocuparan el primer lugar con dos juegos de ventaja sobre los Atléticos y con diez juegos por jugarse. Deafortunadamente, los Rangers finalizaron perdiendo seis de los últimos diez juegos y se acabó la temporada. El club finalizó en el tercer lugar, detrás de los Angeles y de los Atléticos, a 3 juegos de distancia y fuera del primer lugar.

### 2005-2009: Cambios
En el año 2005, los Rangers habían tenido consistencia, pero aparece las controversias y las lesiones que hicieron que el equipo dejara de ganar juegos en su casa. Frank Francisco y Carlos Almanzar, dos miembros del bullpen, se les realizó la cirugía de Tommy John, por lesiones severas en los brazos de lanzar. Kenny Rogers, el as del cuerpo de pitcheo, fue castigado y recibió 20 juegos de suspensión por el comisionado Bud Selling por el ataque a un camarógrafo en el Americanquest Field previo al juego. Más tarde el día de apertura el pitcher abridor Ryan Drese, fue reclamado por las Nacionales de Washington. Después de la salida de Drese y la suspensión de Rogers, los Rangers tuvieron un desastroso récord sin ellos, de 1-12 en agosto, todos estos juegos perdidos en la gira del terror. Una gira para el olvido.
El 4 de octubre del 2005, los Rangers anunciaron que John Hart era el nuevo mánager general y que Jon Daniels, sería promovido como gerente asistente en sustitución de él. Daniels, de 28 años y un mes de edad, fue el más joven gerente general de la historia de las Ligas Mayores.
Daniels y los Rangers estuvieron muy activos desde su oficina antes del inicio de las temporadas 2005-2006. Alfonso Soriano, quién se había mencionado como especulación de cambio, fue finalmente enviado a los Nacionales de Washington por el outfielder Brad Wilkerson y Terrmel Sledge. Los Rangers estaban realizando movimientos para adquirir talento en el pitcheo. Los Rangers adquirieron al enigmático pitcher abridor Vicente Padilla de los Filis de Filadelfia en intercambio por Ricardo Rodríguez y adquirieron de los Padres de San Diego a los pitchers Adam Eaton y Akinori Otsuka en intercambio con Chris Young, Adrián González y Sledge. Finalmente, ellos firmaron al agente libre, el inicialista Kevin Millwood por 5 años y un gran contrato de 60 millones de dólares.
Los Rangers de la temporada 2006, finalizaron con un récord perdedor de 80-82 y con el tercer lugar en el Oeste. El club empezó a mostrar cambios tempraneros, cuando surgió contra los Atléticos de Oakland en la segunda mitad de la campaña, contendiendo en el mes de septiembre. Pero la mala suerte acompañó a los Rangers y su récord de ganados y perdidos fue de +51 con carreras de diferencia para la temporada normal. Por lo tanto, los elementos del club, continuaron con u sólido pitcheo, con un récord de carreras limpias correspondiendo al noveno de la Liga Americana, al terminar la temporada. Los Rangers fueron representados en el Juego de Estrellas del 2006 por el center field Gary Mathews Jr. y el shorstop Michael Young, quién fue nominado el jugador Más Valioso de la Liga Americana, dado que su triple en el noveno inning le dio el triunfo a la Liga Americana.
Hubo movimientos significativos de jugadores del equipo, en la temporada hasta el 28 de julio, cuando se adquirieron a los outfielders Carlos Lee y Nelson Cruz de los Cerveceros de Milwaukee en intercambio con Kevin Mench, Francisco Cordero y Laynce Nix.
El 4 de octubre ocurrió una réplica del suceso igual que en el 2004. Los Rangers despidieron al mánager Buck Showalter y todavía con un contrato de tres años. Un mes después, el equipo anunció que el entrenador de la tercera base de los Atléticos de Oakland, Ron Washington había aceptado ser mánager del equipo. El cambio de mánager, fue el primero de varios movimientos que hizo el equipo al final de la temporada.
Gary Mathews Jr., Mark DeRosa, Carlos Lee y Adam Eaton, todos fueron firmados por otros clubes como agentes libres. Vicente Padilla aceptó un contrato de tres años y 33 millones de dólares y con una opción de un año más y 12 millones de dólares. Los Rangers también firmaron al primera base y bateador designado Frank Catalanotto por un contrato multianual. Los Rangers más tarde adquirieron al relevista Eric Gagné y a los veteranos outfielders Kenny Lofton y Sammy Sosa en términos similares. En estas firmas, del Mánager General Jon Daniels serían para ver resultados en el 2007. El prospecto pitcher de los Rangers, John Danks fue enviado a los Medias Blancas de Chicago, junto con el relevista Nick Masset y con el pitcher abridor de 23 años, Brandon McCarthy. La salida de Danks hizo que muchos fanáticos que habían seguido sus carreras desde las Ligas Menores y titulados como "DVD", un trío de pitchers que incluían a Danks, Edinson Volquez y Thomas Diamond. Estos tres pitchers finalmente llegarían a las Ligas Mayores, en diferentes formas, mientras que la carrera de McCarthy terminaría por lesión.
Los Rangers previamente habían negociado por 30 años y 75 millones de dólares, los derechos sobre el estadio con Ameriquest Mortgage Company en el 2004, quedando el nombre de Ameriquest Field. Se hizo una réplica de la Campana de la Libertad en el parque de pelota y los stands del Diamond Club, la cual tocaba cuando había un jonrón del equipo de casa. En el año 2007, los Rangers anunciaron la finalización del contrato con Ameriquest y cambiaron el nombre a Rangers Ballpark en Arlington. Empezaron los problemas de índole financiera con Ameriquest, reportando los Rangers, pérdidas por 2.5 millones de dólares por año hasta que se obtuvieron los derechos del nombre en el parque. Ameriquest se desintegró pocos meses después por lo cual los derechos fueron finalizados y la compañía dejó de realizar operaciones financieras en septiembre del 2007.
Los Rangers tuvieron ofensiva muy temprano en la temporada. El 20 de junio, Sammy Sosa dio su jonrón 600 contra los Cachorros de Chicago en al Rangers Ballpark en Arlington. Hank Blalock, el tercera base que había tenido una buena temporada, fue enviado a la lista de lesionados por 60 días debido a un síndrome doloroso torácico y Mark Texeira lo siguió a la lista de lesionados el 9 de junio (por primera vez en su carrera) con una lesión en el músculo cuadriceps izquierdo. Con un récord de 46-59 en julio 31 y en el límite de cambios en las Ligas Mayores, Mark Texeira y Ron Mahay fueron cambiados a los Bravos de Atlanta por 5 prospectos a la organización de los Rangers, incluidos 4 prospectos de Atlanta: Jarrod Saltalamacchia, Elvis Andrus, Matt Harrison y Neftalí Feliz. El equipo también obtuvo al cerrador Eric Gagné de los Medias Rojas de Boston por el lanzador izquierdo Kason Gabbartd y los outfielders de Ligas Menores David Murphy y Engel Beltre. Estos cambios fueron el inicio de una reestructuración realizada por Jon Daniels con la adquisición y desarrollo de jugadores jóvenes. En los años venideros, muchos equipos se han dedicado a mejorar la calidad del sistema de sucursales y del scouteo (visorías), principalmente en América Latina y en el Far East. El objetivo de Daniels, es formar un equipo altamente competitivo para la temporada 2010.
Los Rangers iniciaron la temporada del 2008 encendidos por la llegada de Josh Hamilton, quien había tratado de ganar la Triple Corona, pero quedó eliminado antes de terminar la temporada. Durante las festividades del Juego de Estrellas en el Yankee Stadium, Hamilton ganó la primera ronda del derby de jonrones con 28 lo cual es un récord. Hamilton dio cuatro jonrones en la segunda ronda y tres en la ronda final, para un total de 35 jonrones, pero perdió ante Justin Morneau de los Mellizos de Minnesota. Cuatro Rangers, jugaron en el Equipo de Estrellas de la Liga Americana: Josh Hamilton, Ian Kinsler, Milton Bradley y Michael Young, quien había asistido al juego de Estrellas en el año 2006, siendo out por elevado, en el único turno al bate.
Los Rangers finalizaron la temporada con un récord de menos .500 (79-83) finalizando en el segundo lugar en la División del Oeste, siendo el mejor lugar del equipo desde el año 1999. Al final de la temporada, el All-Star Michael Young que jugaba de shortstop, se cambió a la tercera base por necesidades del equipo, para hacer lugar al novato Elvis Andrus. Después de platicar con el presidente del club Nolan Ryan y su agente, Young aceptó irse a la tercera base. Al finalizar la temporada junto con el bateador designado Milton Bradley se fueron a la agencia libre. Mientras tanto Derek Holland es considerado el mejor prospecto de pitcheo obtenido en el drafft por los Rangers desde la obtención de John Danks.
En la temporada 2009, los Rangers llegaron al playoff por primera vez desde la temporada del 2004. Después de las lesiones de Josh Hamilton y de Ian Kinsler, los Rangers tuvieron el primer lugar en su división por buen tiempo hasta finalizar el verano. El 1° de septiembre perdieron la división antes Los Angeles Angels. Los Rangers finalizaron esa temporada con récord de 87-75 su primera temporada ganadora desde el año 2004 con un segundo lugar en la División Oeste de la Liga Americana. Michael Young respondió a este movimiento en la tercera base, con una de sus mejores temporadas a la ofensiva, mientras cometió nueve errores y su sexta aparición en el Juego de Estrellas, junto con Josh Hamilton y Nelson Cruz que también fueron nominados en el año 2009. Varias estrellas jóvenes debutaron con el club: Elvis Andrus, Derek Holland y Neftalí Feliz. El segunda base Ian Kinsler dio el ciclo de hit en abril mientras tenía una temporada de 30-30 en jonrones y en bases robadas. El pitcher abridor Scott Feldman tuvo una fantástica temporada como en el año 2009, finalizando en tercer lugar de la Liga Americana, en juegos ganados con 17.
Mientras la temporada 2009 fue aceptable en el campo de juego, el dueño Tom Hicks era el foco de varios reportes que indicaban problemas financieros con su grupo, Hicks Sports Group, quienes también eran dueños de Dallas Stars, The Frisco Roubhriders (Club de doble AA de los Rangers), de la mitad del Liverpool (vendida la mitad en octubre del 2010 a New England Sport Ventures, dueños de los Medias Rojas de Boston), y de Mesquite Championship Rodeo (vendido más tarde por HSG). Se tenía reportado por HSG una pérdida de 525 millones de dólares.
En abril de 2009, Hicks anunció la venta de una minoría de acciones del equipo a quienes estuvieran interesados. Solo un mes más tarde, Hicks anunció la venta de las acciones que daban mayoría en el control de los Rangers. En julio del 2009, se reportó que Hicks había solicitado préstamos a las Ligas Mayores de Béisbol para el pago del equipo.
Después de la temporada del 2009, Hicks inició la exploración de futuros compradores y en diciembre inició negociaciones exclusivas para la venta de los derechos de los Rangers con un consorcio avencidado en Pittsburgh sports del licenciado Chuck Greenberg y el presidente de los Rangers, Nolan Ryan.
El 22 de enero del 2010, Hicks Sports Group, vendió oficialmente el equipo de los Rangers de Texas al grupo encabezado por Greenberg y Ryan (llamado más tarde Rangers Baseball Express) por aproximadamente 570 millones de dólares. Bajo este tipo de trato, el dueño anterior Hicks tendría una minoría de acciones, pero sin pertenecer al cuerpo de gobierno. Se asociaron hombres de negocios de Dallas, como Ray Davis y Bob R. Simpson quién fue nombrado vicepresidente. Hicks había vendido terrenos que rodeaban el Ballpark a Rangers Baseball Express en una operación separada.
La venta del equipo fue aprobada por los dueños de equipos de las Ligas Mayores (se necesitan 3/4 del total de miembros para su aprobación) la cual fue aceptada. Pero el 1° de abril, uno de los miembros de HSG (Monarch Alternative Capital) se opuso a la venta, por irregularidades en el contrato de HSG. El 21 de abril, la Liga Mayor de Béisbol, declaró a los Rangers vendidos, pero bajo el control del Comisionado el cual seguiría el proceso. Después de varios comentarios hechos por Hicks en detrimento del proceso, la LMB también cuestionó a Hicks en la garantía de la venta del equipo. El 13 de mayo, la LMB tomó el control de las operaciones del resto del equipo, hasta que no se completara el proceso indicado por el Comisionado. Entre las pérdidas millonarias de Hicks estaban los contratos elevados de Alex Rodríguez, Kevin Millwood, Michael Young y otros jugadores de contratos menos onerosos.
Después de varias reuniones entre el Comisionado de la LMB y el grupo comprador, por fin los Rangers de Texas fueron vendidos al grupo de Chuck Greenberg, el cual tuvo que luchar contra otro grupo de compradores encabezados por el hombre de negocios Jim Crane (quien había comprado los Astros de Houston) y el dueño de los Mavericks de Dallas Marck Cuban, quien trató de comprar en su oportunidad a los Cachorros de Chicago. Finalmente el 5 de agosto fue dada a conocer la aceptación de la compra de los Rangers, en donde Nolan Ryan fue nombrado gerente general ejecutivo y continuar su papel de presidente del equipo. Subsecuentemente fue designado dueño contralor del club por votación unánime de los 30 dueños de equipos de las Ligas Mayores el 12 de mayo de 2011. Los vicepresidentes Simpson y Davis no intervienen con las operaciones diarias del equipo.

### 2010-2019: Contendientes
Al terminar la temporada 2009, los Rangers hicieron movimientos con los Orioles de Baltimore, adquiriendo a los agentes libres Rich Harden, Colby Lewis y Vladimir Guerrero. Con la nueva inyección de talento y lo sucedido en el 2009, los Rangers entraron a una temporada expectante para competir por la División y llegar a las metas establecidas por la oficina desde el año 2007. Durante el fin de la temporada, el presidente de los Rangers de Texas, Nolan Ryan comentó de las oportunidades que tenían los Rangers al inicio de la siguiente temporada, como era el ser un equipo de competencia y de ganar la división oeste de la Liga Americana.
Después de un inicio tambaleante con menos de .500 en abril, los Rangers tomaron el liderato de la División siendo el mejor mes de la franquicia en junio, con récord de 21-6. Los Rangers nunca habían estado antes en el primer lugar ganando 11 juegos seguidos. El 9 de julio, el club cambió a uno de sus prospectos, Justin Smoak por dos jugadores de Ligas Menores con los Marineros de Seattle, por el primer ganador del Cy Young Cliff Lee y Mark Lowe. Los Rangers también hicieron movimientos para adquirir a los veteranos Bengie Molina y Jorge Cantú, Cristian Guzmán y Jeff Francoeur. En el Juego de Estrellas del 2010, el equipo estuvo representado por Lee, Guerrero, Ian Kinsler, Josh Hamilton, Elvis Andrus y Neftalí Feliz. Después del Juego de Estrellas hubo mucha popularidad principalmente después de la aparición de suvenires y tarjetas para los aficionados. Con todo este impulso y su buen desempeño, los Rangers ganaron la División Oeste de la Liga Americana el 25 de septiembre siendo desde el año 1999 su llegada a la postemporada.
Después de ganar la División Oeste de la Liga Americana con récord de 90-72 los Rangers entraron al playoff y se enfrentaron a las Mantarrayas de Tampa en la primera vuelta, con resultado final de 3-2 lo que marcó la primera victoria en play-offs en 50 años de historia de la franquicia Rangers/Washington Senadores. Después se enfrentarían a los Yankees de Nueva York el equipo al cual los Rangers siempre habían perdido en tres ocasiones en la década de los 1990s. En estos play-offs los Rangers tenían un récord negativo de 1-9. Y en serie de 6 juegos, los Rangers obtuvieron la victoria, ganando su primer banderín en la historia de la franquicia, con un recibimiento apoteósico en casa. Josh Hamilton fue nombrado el MVP (Jugador Más Valioso) después que tuvo un récord en recibir bases intencionales. Los Rangers de Texas se enfrentaron a los Gigantes de San Francisco en la Serie Mundial. Los Rangers no pudieron contra los Gigantes a pesar del joven pitcheo y perdieron la Serie Mundial 4 juegos a uno. El único juego ganado fue el 30 de octubre, en Arlington. Por primera vez, los Rangers finalizaban su temporada en el mes de noviembre.
Los Rangers defendieron con éxito su campeonato divisional en el 2011, haciendo que el club ganara u segundo título y apareciera en la postemporada con su quinto título divisional. Los Rangers tenían el mejor récord (96-66) con .592 en porcentaje y una asistencia en casa de 2 millones 946,949 aficionados. El 15 de octubre, ellos participaron en la Serie Mundial, después de eliminar a los Detroit Tigers 15-5 en el juego número 6. En esta serie, Nelson Cruz dio 6 jonrones, el más alto número de jonrones para un bateador en la historia de los play-offs de las Ligas Mayores. En el juego número 2, Cruz también fue el primer jugador de la postemporada en producir mediante un gram slam (jonrón con casa llena) las carreras para ganar el juego. Los Rangers derrotaron a los Tigres 7-3 en 11 innings. Con este tipo de actuación, no se podría predecir el que perdieran la Serie Mundial ante los Cardenales de San Luis en siete juegos, después de estar a un strike para ganar el campeonato en el juego número 6. El juego número 7 es notable por la controversia surgida alrededor del mánager Ron Washington, debido a los comentarios realizados previo al juego en la casa club.
En 2012 los Rangers perdieron a C.J. Wilson con sus rivales los Angels en la postemporada, pero ganaron los servicios del pitcher japonés Yu Darvish. El llegó con Joe Nathan que vino a ocupar el lugar dejado por Neftalí Feliz, quién estaba lesionado en el inicio de la temporada. Los Rangers dominaron la Liga Americana por un buen tiempo en esa temporada, pero finalmente las pérdidas de Feliz y de Colby Lewis por 60 días. Darvish estuvo en la rotación de pitchers abridores, finalizando un récord de 16-9 con un porcentaje de carreras limpias de 3.90. Josh Hamilton tuvo también una espectacular temporada, finalizando con 43 jonrones, cuatro de los cuales dio en un juego contra los Orioles de Baltimore el 8 de mayo de 2012- Por lo tanto, los Rangers llegaron en septiembre detrás que los Atléticos de Oakland en la serie final. Pero antes de la última serie de la temporada regular, los Rangers se verían las caras con Los Angeles Angels de Anaheim el 29 de septiembre del 2012. El juego había sido pospuesto debido a la lluvia y el juego se inició al día siguiente. Los Rangers de Texas perdieron ante los Angels 5-4 el primer juego y ganaron el segundo juego más tarde por la noche 8-7, lo cual garantizaba al equipo el primer Wild Card de la Liga Americana en juegos de play-off. Como resultado de su récord de 93-69 finalizó segundo en la División Oeste de la Liga Americana, detrás de los Atléticos de Oakland. Así tenían los Rangers de Texas su boleto de comodín y en un nuevo juego para Wild Card, fueron derrotados por los Orioles de Baltimore 5-1.
Los Rangers finalizaron 2013 en el segundo lugar en la División Oeste de la Liga Americana con récord de 91-72 a 5 juegos y medio detrás de los Oakland Athletics. El 30 de septiembre del 2013, los Rangers se enfrentaron a Tampa Bay Rays pero en 163 juegos en el 2013, estaban empatados. El Wild Card de la Liga Americana estaba en veremos, dado que el ganador se enfrentaría a los Cleveland Indians, por lo cual la liga determinó un partido extra como una extensión de la temporada pero no considerado como juego de pos-temporada. Los Rangers perdieron ante las Rays 5-2 con lo cual se rompió el empate y fueron eliminados de los play-offs, lo cual no sucedía desde el año 2009.
El 17 de octubre del 2013, Nolan Ryan anunció su retiro de la directiva de los Texas Rangers la cual hizo efectiva el 31 de octubre del 2013.
En 2014 los Rangers terminaron 67-95 y al año siguiente desarrollaron una campaña titubeante en su inicio pero posteriormente el equipo se embaló y a mediados del mes de agosto dio alcance al líder de su división los Houston Astros, los cuales habían permanecido en el liderato prácticamente desde el inicio de la temporada y que aunado a una pésima racha, cayó hasta el segundo lugar, logrando los Rangers el título divisional con lo cual se enfrentaran a los Toronto Blue Jays.
Los Rangers terminaron la campaña 2017 a 23 juegos del primer lugar con un récord de 78–84. En 2018, los Rangers se asoció con el KBO Liga 's LG Twins, en las operaciones comerciales y béisbol. El 21 de septiembre de 2018, manteniendo un récord de 64-88, los Rangers despidieron a Jeff Banister, quien había liderado al equipo desde 2015. Fue reemplazado por el entrenador de banco Don Wakamatsu por el resto de la temporada. Los Rangers terminaron la temporada en 67-95. Chris Woodward fue seleccionado más tarde para ser el gerente del equipo a partir de la temporada 2019. Llevó al equipo a un récord de 78-84 en su primera temporada. La temporada 2019 también marcó la última temporada de juego de los Rangers en Globe Life Park.

### 2020-2022: Nuevo estadio y decisiones controversiales
Luego de un comienzo retrasado de la temporada 2020 debido a la pandemia de COVID-19, los Rangers jugaron su primer juego de temporada regular en el nuevo Globe Life Field el 24 de julio de 2020, una victoria por 1-0 sobre los Colorado Rockies. Terminaron la temporada contratada en quinto lugar con 22-38.
El 5 de abril de 2021, los Texas Rangers organizaron el primer evento deportivo a plena capacidad en los Estados Unidos desde que comenzó la pandemia con la asistencia de más de 38,000 fanáticos. La decisión de la capacidad total se debió a que Texas permitió que todas las empresas operaran al 100% de su capacidad sin restricciones de máscara. Los Rangers fueron criticados por funcionarios de salud de Estados Unidos y el presidente Joe Biden por organizar un evento a plena capacidad, calificándolo de "un error" y "no responsable". Sin embargo, el exmiembro del personal médico de la Casa Blanca, el Dr. William Lang, argumentó que la reducción de las tasas de infecciones por COVID-19 y el aumento de las tasas de vacunación en Texas dieron más credibilidad a la decisión de mantener el juego a plena capacidad. Los Vigilantes no hicieron cumplir una política de máscaras en el primer partido de casa ni en ninguno de sus juegos. Aunque el promedio de siete días de casos de COVID-19 en el condado de Tarrant aumentó a más del doble luego del primer partido en casa, no hubo evidencia de que ocurriera una causalidad como resultado del juego de apertura.

## Estadio
Globe Life Field  en Arlington, Texas, comenzó a servir como hogar de los Texas Rangers en 2020. Globe Life and Accident Insurance Company, una subsidiaria de Torchmark Corporation, con sede en McKinney, posee los derechos de denominación de la instalación. hasta 2048. El nuevo estadio de béisbol está ubicado al otro lado de la calle, al sur de Globe Life Park, la casa anterior de los Rangers.

## Mascota

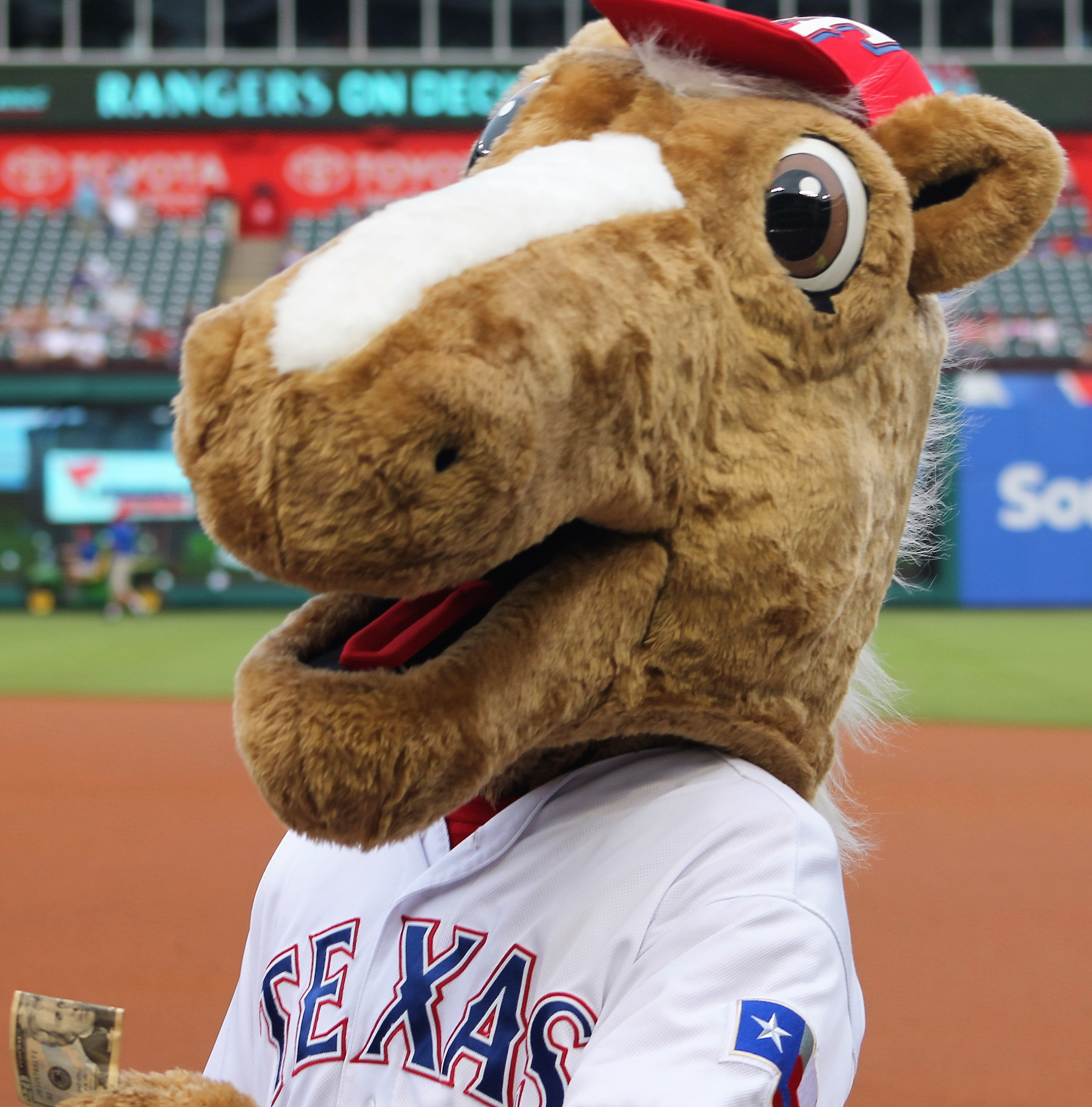
Capitán de los Rangers (mayo de 2016)

El Capitán de los Rangers es la mascota de los Rangers de Texas. Introducido en 2002, es un caballo estilo palomino, vestido con el uniforme del equipo. Lleva el uniforme número 72 en honor a 1972, el año en que los Rangers se mudaron a Arlington. Tiene múltiples uniformes para combinar con cada una de las variantes que usa el equipo. Los trajes de capitán a veces coinciden con un tema que el equipo está promocionando; el 24 de abril de 2010, se vistió como Elvis Presley como parte de una noche temática de Elvis.

## Jugadores

### Equipo actual
- Actualizado el 1 de Noviembre de 2023.[13]

### Miembros del Salón de la Fama
- Ted Williams
- Bert Blyleven
- Nolan Ryan
- Goose Gossage
- Vladimir Guerrero
- Whitey Herzog
- Ferguson Jenkins
- Gaylord Perry
- Iván Rodríguez

### Números retirados

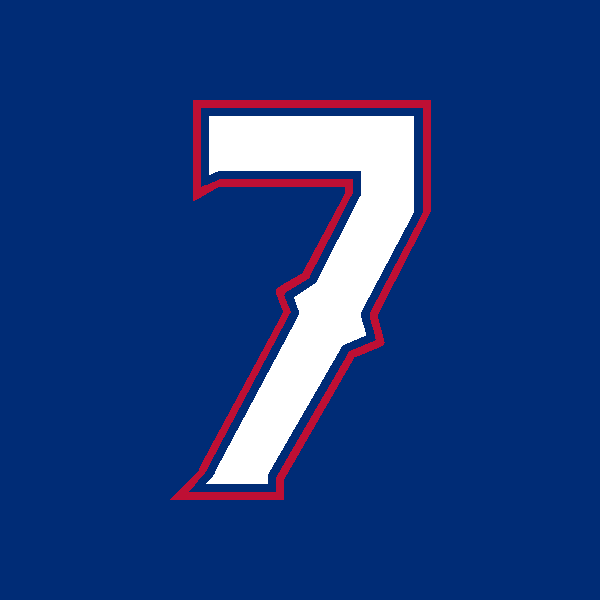
Iván Rodríguez, cácher, retirado el 12 de agosto de 2017.
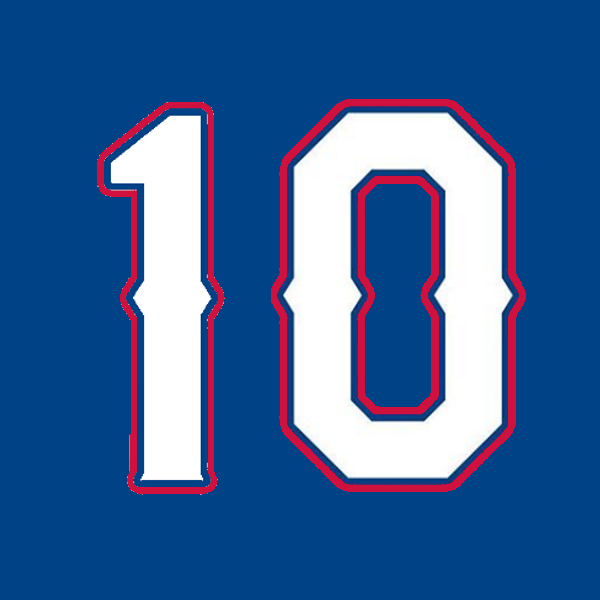
Michael Young, campocorto, retirado el 31 de agosto de 2019.
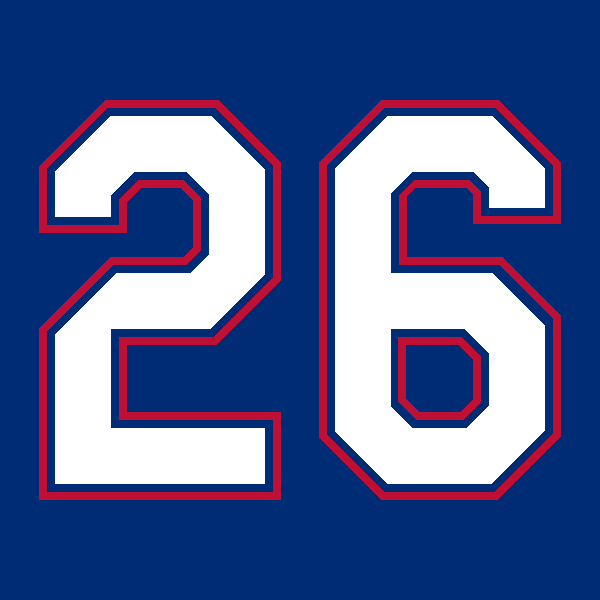
Johnny Oates, mánager, retirado el 6 de agosto del 2005.
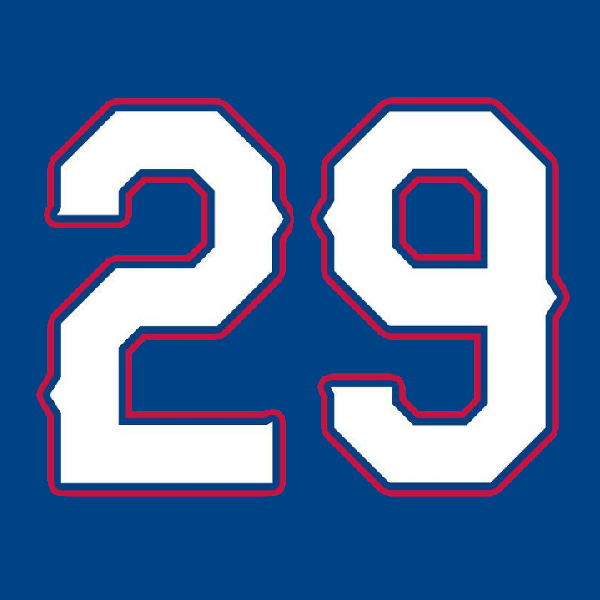
Adrián Beltré, tercera base, retirado el 8 de junio de 2019.
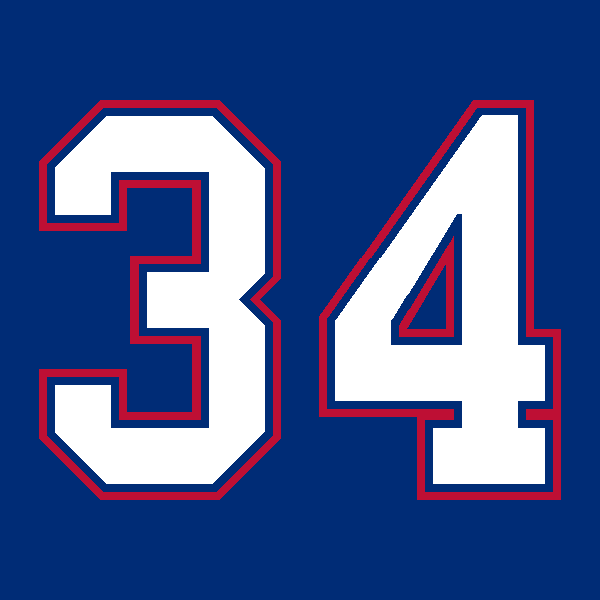
Nolan Ryan, pitcher, retirado el 15 de septiembre de 1996.
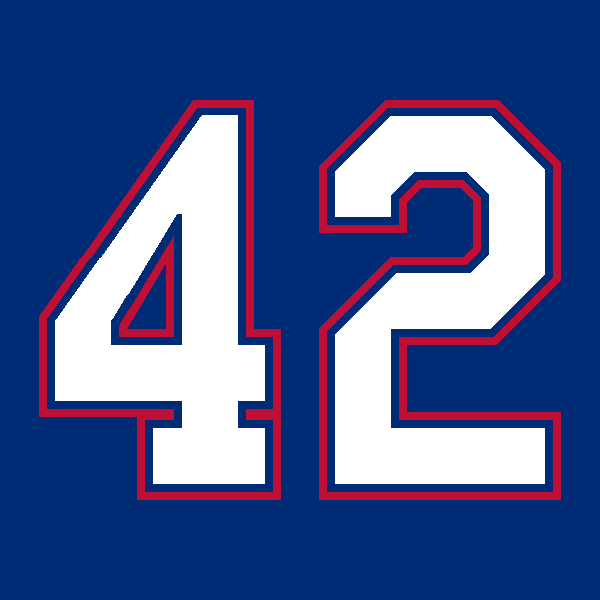
Jackie Robinson, segunda base, por acuerdo de todos los equipos de Ligas Mayores, retirado el 15 de abril de 1997.

## Palmarés
- Serie Mundial (1): 2023.
- Subcampeón Serie Mundial (2): 2010, 2011.
- Liga Americana (3): 2010, 2011, 2023.
- División Oeste AL (7): 1996, 1998, 1999, 2010, 2011, 2015, 2016.